# Трансивер UW3DI
Трансивер UW3DI — радіоаматорський короткохвильовий трансивер, створений московським радіоаматором Юрієм Кудрявцевим (радіоаматорський кличний знак UW3DI) в 1968 році. Одна з найпопулярніших в СРСР конструкцій серед саморобної апаратури радіозв'язку.

## Історія
Перший, ламповий варіант трансивера, експонувався на всесоюзній виставці творчості радіоаматорів-конструкторів ДТСААФ в 1969 році, зайняв перше місце в розділі апаратури для радіоспорту. Його докладний опис було опубліковано в травневому і червневому номерах журналу «Радио» за 1970 рік. Згодом автором був створений другий варіант — лампово-напівпровідниковий, який також був описаний в журналі «Радіо» в 1974 році. У побуті їх прийнято називати UW3DI-1 і UW3DI-2 відповідно (сам автор не привласнював своїм конструкціям ніяких назв або індексів).
Обидва варіанти трансивера UW3DI користувалися великою популярністю серед радянських радіоаматорів. Фактично це була перша конструкція такого класу, придатна для повторення радіоаматорами середньої кваліфікації. За схемою UW3DI були виготовлені тисячі трансиверів в СРСР, Болгарії, Польщі та інших країнах, часто з різними варіаціями і удосконаленнями. Немала їх кількість досі знаходиться в експлуатації.
Трансивер UW3DI виготовляли вдома, в радіогуртках, секціях, навіть у промислових умовах — підпільно. Апарат був розрахований на застосування деталей (кварцових резонаторів, блоків змінних ємностей, електромеханічних фільтрів), які можна було добути зі списаної військової радіоапаратури через систему радіоклубів ДТСААФ. Наприкінці 70-х — початку 80-х з'явилися у продажу і промислові набори кварців і ЕМФ для «DI». Майстер спорту СРСР, суддя всесоюзної категорії Василь Кияниця (UR5RU) розробив детальну «Методику налаштування UW3DI», якою скористалися багато аматорів-початківців.
У 2010 р. Клуб радіоаматорів міста Москви  заснував радіоаматорський диплом «UW3DI». Для його отримання необхідно набрати стільки очок, скільки минуло років після першої публікації про трансивер UW3DI до моменту складання заявки. Очки нараховуються за двосторонні зв'язки (чи спостереження) з московськими радіоаматорами, починаючи з 25 травня 2009 року.
Інтерес до конструкції Кудрявцева відзначається і в XXI ст. Так, в січні 2012 року болгарський короткохвильовик Бісер Білчев (LZ2BMB) повідомив, що приступив до виготовлення UW3DI-1 «з нуля».

## Технічні характеристики
- Режими роботи: радіотелеграф (CW), радіотелефон (SSB).
- Діапазони частот перекривають аматорські КХ діапазони 3,5; 7, 14, 21 і 28 МГц (останній розбитий на два піддіапазони).
- Потужність, що підводиться до вихідного каскаду передавача — 100 Вт (перший варіант), 60 Вт (другий варіант).
- Приймальня частина — супергетеродин з подвійним перетворенням частоти, із змінною першою і фіксованого другою ПЧ.
- Чутливість приймача при співвідношенні сигнал/шум 10 дБ і смузі пропускання 3 кГц — не гірше 0,5 мкВ.

Для формування односмугового сигналу застосований електромеханічний фільтр. Є система автоматичного перемикання прийом-передача (VOX-antiVOX).
Обидва варіанти побудовані за однаковою структурною схемою. Лампово-напівпровідниковий варіант, крім широкого використання транзисторів, відрізняється від лампового наявністю АРП, S-метра (покажчика сили сигналу), самоконтролю при роботі телеграфом, автоматичного регулювання потужності передавача, наявністю перемикача смуги пропускання приймача (3 і 0,3 кГц), застосуванням друкованого монтажу.